# Neoempheria enderleini
Neoempheria enderleini är en tvåvingeart som beskrevs av Edwards 1940. Neoempheria enderleini ingår i släktet Neoempheria och familjen svampmyggor. Inga underarter finns listade i Catalogue of Life.